# あずままどか
あずま まどか（1978年8月10日 - ）は、日本のシンガーソングライター。

## 経歴
鹿児島県徳之島に生まれ、幼稚園の頃から兵庫県神戸市で育つ。
2002年にインディーズデビュー。アコースティック・ギターによる迫力ある弾き語りが好評を博し、3000枚手売りを達成。
翌2003年にはNHKテレビ『みんなのうた』の「リセット」の歌、作詞、原画を担当し、メジャーデビュー。
以来、シンガーソングライターとして『さよなら夕日・GO!』、『サカナ・ココロネ』、『犬・花 』、『はだかの王・100点マウンテン』、『ひかりの影・スーパーマン』など、数々の作品を自作自演し、発売するほか、石嶺聡子、早川まみら、他アーティストに楽曲や詞も提供。
東京都内を中心に行っているライブでは、アコーステック・ギターの弾き語りの他、ループマシーンを駆使した、1人多重演奏を行うと共に、映像とのコラボも取り入れ、1人とは思えないサウンドとビジュアルのステージで称賛されている。
2009年より、セルフプロデュースによる完全自作自演音源の制作を開始。『日陰に咲くあの花の名は』、『DEMO効イテクダサイ』、『LIVE DEMO効イテクダサイ』などを発売した。
2011年4月からはFM世田谷で『Saturdaynight Hummingbird』のDJを担当。
2012年にはファースト・アルバム『I Round』をリリース。
2013年、Hermann H.&The Pacemakersのアルバム『The Noise, The Dance』にゲスト参加。
2014年は、10月10日、劇団大女優の演劇『カッツ活！』テーマソング「Time Goes By」を担当。11月2日、東京都品川区立総合区民会館にて開催の第4回奄美フェスタの司会を担当するとともにライブを実施。11月8日、東京都江戸川区総合文化会館にて中村一義ライブのコーラスを担当。
趣味は音楽の他、レザークラフト。

## ディスコグラフィー

### アルバム
- 『ありがとう』（2002年）

1. ありがとう
2. えがお
3. ひまわり
4. いいわけ
5. 真昼の月 - 文化放送『和巳と千里の聞いて！ナイト』エンディングソング
6. 故郷
7. おまじない

- 『U』（2006年 バウンディ CCDZ-1395）

1. ローリングストーン （作詞、作曲：あずままどか、編曲：森本ユウジ）
2. 天と千の星 （作詞、作曲：あずままどか、編曲：森本ユウジ）
3. ファストフード （作詞、作曲：あずままどか、編曲：森本ユウジ）
4. ブーツ （作詞、作曲：あずままどか、編曲：森本ユウジ）
5. ピアノ （作詞、作曲：あずままどか、編曲：森本ユウジ）

- 『I Round』（2012年 musica da Leda LEDA-0001）

1. melody （作詞、作曲：あずままどか、編曲：森本ユウジ）
2. 色彩 （作詞、作曲：あずままどか、編曲：森本ユウジ）
3. キボウ。 （作詞、作曲：あずままどか、編曲：森本ユウジ） - MBC南日本放送『NEWS NOW』、テレビ東京『音流』、テレビ東京『オールナイトミュージック』エンディングテーマ
4. ティダ （作詞、作曲：あずままどか、編曲：森本ユウジ）
5. オレンジ （作詞、作曲：あずままどか、編曲：森本ユウジ）
6. 今日はとてもいい日だ （作詞、作曲：あずままどか、編曲：森本ユウジ）
7. 音楽 （作詞、作曲：あずままどか、編曲：森本ユウジ）
8. 88鍵と猫 （作詞、作曲：あずままどか、編曲：森本ユウジ）
9. ソラカラフルフルエルナミダ （作詞、作曲：あずままどか、編曲：森本ユウジ）
10. ほこらしゃ （作詞、作曲：あずままどか、編曲：森本ユウジ）

- 『約束』（2019年２月22日 Macca records MCCD-0002）

### シングル
- 『リセット』（2003年3月19日 ビクター VICL 35478）

1. リセット（みんなのうた）（作詞：あずままどか、作曲：RK、編曲：山口一久） - NHKテレビ『みんなのうた』2003年2月・3月の歌。
2. リセット（ながいの）（作詞：あずままどか、作曲：RK、編曲：山口一久）
3. リセット（ほのぼの系）（作詞：あずままどか、作曲：RK、編曲：末原康志）
4. リセット（うたってネ）（カラオケ）

- 『グァバネクター』（2004年）

1. 島人ソング
2. グァバネクター
3. 故郷

## 出演
- みんなのうた「リセット」（2003年2月～3月）[5]
  - 放送で使われた映像のキャラクターは、あずまが歌詞カードの端に書いた落書きが元。アニメーションは吉良敬三[6]。